# Giessenlanden
Giessenlanden este o comună în provincia Olanda de Sud, Țările de Jos. 

## Localități componente
Arkel, Giessen-Oudekerk, Giessenburg, Hoogblokland, Hoornaar, Noordeloos, Schelluinen.